# آي بي إم بي سي جونيور

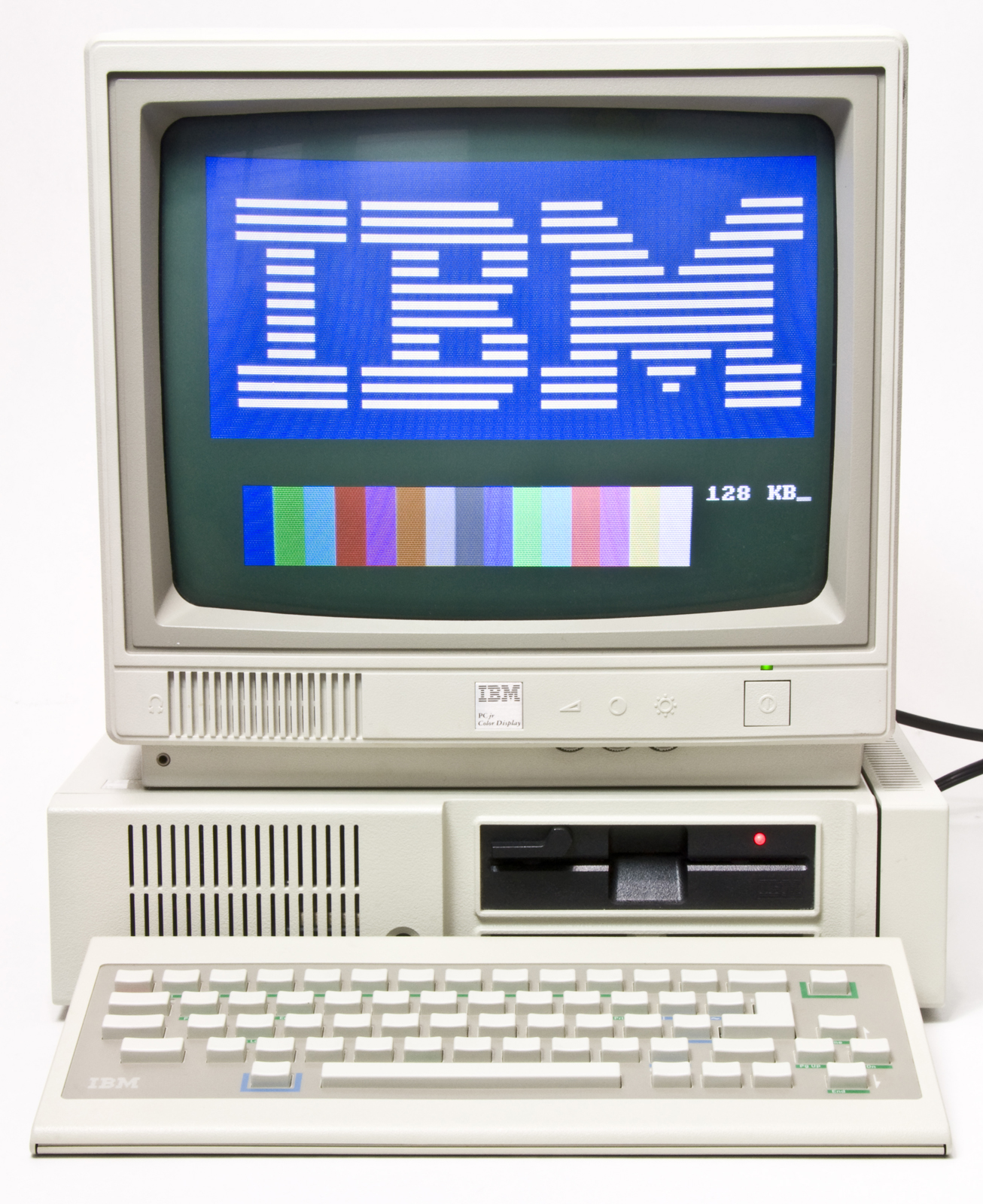
الحاسب الشخصي بي سي جونيور

آي بي إم بي سي جونيور (بالإنجليزية: IBM PCjr)‏، هو نظام تشغيل من شركة آي بي إم الأمريكية، صدر في الأسواق في شهر مارس عام 1984م، ويبلغ سعر الجهاز نحو 1,269 دولار أمريكي، وتبلغ مساحة ذاكرته نحو 128 كيلو بايت، أعلنت شركة آي بي إم حل الحاسوب بتاريخ 2 أبريل سنة 1987م.

## وصلات خارجية
- Christmas 1984: The Great Apple //c vs. PCjr Battle
- IBM PCjr System Disks and ROMs
- IBM PCjr running internal test and printing